# Сајкстон (Северна Дакота)
Сајкстон (енгл. Sykeston) град је у америчкој савезној држави Северна Дакота.

## Демографија
По попису из 2010. године број становника је 117, што је 36 (-23,5%) становника мање него 2000. године.
| Група             | 2000.       | 2010.       |
| Белци             | 152 (99,3%) | 115 (98,3%) |
| Афроамериканци    | 0 (0,0%)    | 0 (0,0%)    |
| Азијати           | 0 (0,0%)    | 1 (0,9%)    |
| Хиспаноамериканци | 0 (0,0%)    | 0 (0,0%)    |
| Укупно            | 153         | 117         |